# Yaakov Levitsky
Yaakov Levitsky, (en hebreo: יעקב לויצקי‎) (Jersón, Imperio ruso, 17 de agosto de 1904 - Jerusalén, Israel, 25 de febrero de 1956) fue un matemático israelí.

## Biografía
Levitzki nació en 1904 en el Imperio Ruso y emigró en 1912 a Eretz Israel entonces gobernada por los otomanos. Tras completar sus estudios en el Herzliya Gymnasia, viajó a Alemania y, en 1929, obtuvo un doctorado en matemáticas por la Universidad de Göttingen bajo la supervisión de Emmy Noether. En 1931, después de dos años en la Universidad de Yale, en New Haven, Connecticut, Levitzki regresó a Israel para unirse a la facultad de la Universidad Hebrea de Jerusalén .

## Premios
Levitzki junto con Shimshon Amitsur, quien había sido uno de sus estudiantes en la Universidad Hebrea, recibieron el Premio Israel de ciencias exactas en 1953, el año inaugural del premio, por su trabajo sobre las leyes de los anillos no conmutativos.
El hijo de Levitzki, Alexander Levitzki, ganador del Premio Israel en 1990, en ciencias de la vida, estableció el Premio Levitzki en nombre de sus padres, Jacob y Charlotte, para la investigación israelí en el campo del álgebra.